# Вјекослав Бутиган
Вјекослав Бутиган (1937. Церев Дел) је доктор социолошких наука и истраживач рођен у селу Церев Дел, пиротски округ.

## Биографија
Завршио је у Пироту основну школу као и Учитељску школу 1958. године. Завршио је Филозофски факултет у Скопљу на групи за филозофију. Звање магистра политичких наука за област социологије културе је добио на Факултету политичких наука у Београду 1973. године. Звање доктора социолошких наука је добио на Филозофском факултету у Нишу 1978. године.
Радио је као учитељ у Темској а касније је био директор и професор у Учитељској школи у Пироту а касније Педагошкој академији за васпитаче. Радио је и као редовни професор социологије политике на Филозофском факултету у Нишу. 

## Радови
Писао је стручне и научне радове у разним часописима, зборницима и коауторским књигама. Процењује се да има око 150 таквих радова. Рецензирао је десетак књига. 
Написао је и објавио књиге: Култура рада 1986. године, Увод у културу политике 1994. године, Уметност у видокругу политике у електронском издању 2000. године, Политичка култура на Балкану 2000. године, Демократизација Балкана 2005. године, Локални избори у општини Пирот 1992 - 2008 2012. године.